# Ivan Antun Nenadić
Ivan Antun Nenadić (1723. – 1784.) je bio rimokatolički svećenik i hrvatski književnik iz Boke kotorske, a neki izvori ga smatraju i crnogorskim književnikom (publicist i književnik R. Cerović). Pisao je poeziju, drame i vjerska djela. 
Neka od poznatijih djela mu je crkvena drama Bogoljubno prikazanje muke Jezusove. Novak i Lisac su ju stilski okarakterizirali kao racionalističku i postbaroknu. Jednim je od značajnijih pisaca iz tog razdoblja s područja današnje Crne Gore.
Preveo je sakralnu dramu Isacco, Figura del Redentore od Metastasia. Naslov prijevoda je glasio Izak, prilika našeg Odkupljenja. 
Hrvatskoj književnosti je doprinio uvođenjem osmeračkog dvostiha bez sroka i još nekih elemenata .
O Nenadićevu radu je pisao Gracija Brajković (Mala spomen medalja pomorske bitke braće Ivanovića 1756. godine i herojski ep Ivana Antuna Nenadića, Godišnjak Pomorskog muzeja u Kotoru (dalje: GPMK), sv. 33. – 34., Kotor 1985. – 1986., str. 115. – 127.)  .

## Objavljena djela
- Drame, 1996.

## Radovi o Nenadiću
- Vanda Babić: Pjesnički jezik Nenadićevih prikazanja u Dani Hvarskog kazališta 22 : Hrvatska književnost 18. stoljeća : tematski i žanrovski aspekti , 1996.
- Vanda Babić: Usporedna analiza dvaju bokokotorskih s ostalim hrvatskim plačevima, Croatica et Slavica Iadertina, Zadar, 2007. (PDF)
- Slobodan Prosperov Novak: Nenadićev Metastazio, Oko, 29. siječnja-12. veljače 1976.
- Miloš Milošević: Pomorski trgovci, ratnici i mecene: studiji o Boki kotorskoj XV-XIX. stoljeća, 2003. (prikaz knjige od strane Lovorke Čoralić)
- Centar za iseljenike Crne Gore  Arhivirana inačica izvorne stranice od 21. prosinca 2007. (Wayback Machine) Rajko Cerović: Crnogorski jezik - fikcija ili realnost

## Vanjske poveznice
- Filozofski fakultet Zagreb Batušić: Drama i kazalište
- IKA Međunarodni znanstveni simpozij u Boki kotorskoj
- Montenegrina Barski nadbiskupi kao pisci
- Klasifikacija na FFZG  Arhivirana inačica izvorne stranice od 19. veljače 2021. (Wayback Machine) I pod "hrvatska književnost" i pod "crnogorska književnost"